# Гидрид-ион

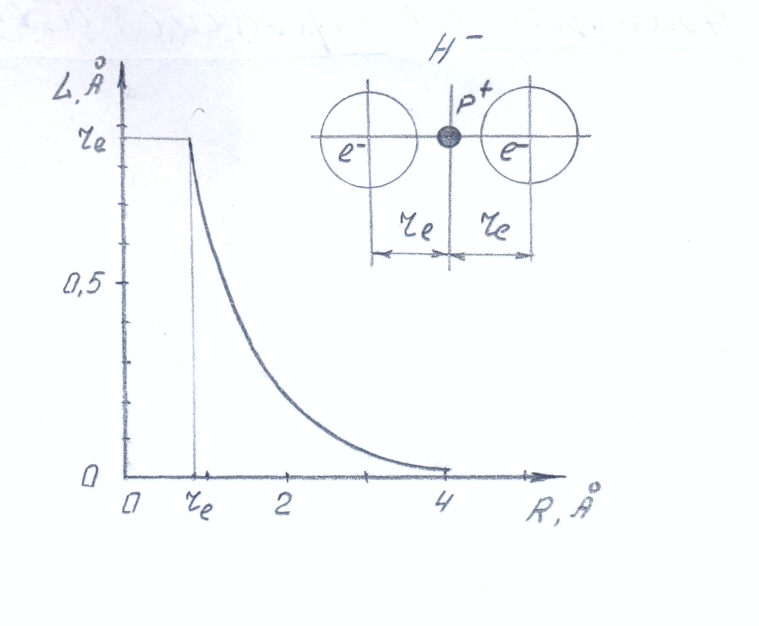
Рис.1.Деформационная поляризация атома водорода под действием приближающегося электрона и модель гидрид-иона H^{-}

Гидрид-ион, отрицательно заряженный ион водорода, H- — физическая система, состоящая из одного протона и двух электронов. Два электрона создают электронную оболочку гидрид-иона, электронная конфигурация которой 1s2. Иначе говоря, ядро гидрид-иона окружает двухэлектронное облако с антипараллельными спинами электронов.
Образование гидрид-иона описывается физической моделью ударной ионизации атома водорода электроном. Ионизация обусловлена захватом атомом водорода дополнительного электрона с образованием отрицательно заряженного иона водорода и высвобождением энергии:
{\displaystyle {\mathsf {H+e^{-}\rightarrow H^{-},\ \Delta H_{298}^{0}=-66,9kJ/mol}}}
Электрон, обладая отрицательным элементарным электрическим зарядом (q = 1,6 · 10−19 Кл), создаёт электрическое поле с напряжённостью
{\displaystyle {\mathsf {E={\frac {q}{R^{2}}}}}}
Напряжённость электрического поля на расстоянии R от заряда около 10 Å составляет десятки миллионов вольт на сантиметр. Это электрическое поле приводит к деформационной поляризации нейтрального атома водорода, попадающего в электрическое поле электрона. Центр электронной оболочки атома водорода смещается относительно ядра на некоторое расстояние L в противоположную сторону к приближающемуся электрону. Приближающийся электрон как бы вытесняет из атома водорода находящийся в нём электрон. Деформация приводит к появлению в атоме водорода наведённого дипольного момента μ.
{\displaystyle {\mathsf {\mu =\alpha _{e}E=Lq}}}
Величина смещения центра электронной оболочки атома водорода L обратно пропорциональна квадрату расстояния атома водорода к приближающемуся электрону R:
{\displaystyle {\mathsf {L={\frac {\alpha _{e}}{R^{2}}}}}}
Поскольку электронная поляризуемость атома водорода αe = 0,66Å, то
{\displaystyle {\mathsf {L={\frac {0,6}{R^{2}}}}}} (рис.1)
Сближение атома водорода и электрона возможно до тех пор, пока центры областей плотностей вероятности нахождения обоих электронов не станут равноудалёнными от ядра объединённой системы — отрицательно заряженного иона водорода. Такое состояние системы имеет место при
{\displaystyle {\mathsf {r_{e}=L=R={\sqrt[{3}]{0,66}}=0,871A}}}
где re — орбитальный радиус двухэлектронной оболочки гидрид-иона H-.
Ионные структуры, содержащие в своём составе гидрид-ион H-, известны. Соединения этого типа образуются прямым взаимодействием наиболее активных металлов (Na, Ca и др.) с водородом при нагревании. По своему характеру они являются типичными солями. Все гидриды щелочных металлов (гидрид лития, гидрид натрия, гидрид калия, гидрид цезия) образуют кристаллическую структуру с кубической сингонией. Их расплавы высоко электропроводны, при электролизе расплавленных гидридов водород выделяется на аноде.
Гидрид-ион H- является промежуточным звеном при гидрировании органических соединений по кратным связям, дегидрировании углеводородов, в реакциях Чичибабина, Соммле и др. Гидрид-ион H- образуется также при бомбардировке молекул воды электронами.
Гидрид-ион H- является донором электронной пары в донорно-акцепторном механизме образования ковалентной химической связи, например
{\displaystyle {\mathsf {H^{+}+H^{-}\rightarrow H_{2}}}}
Присоединение гидрид-иона к молекуле BH3 приводит к образованию сложного (комплексного) иона BH4- :
{\displaystyle {\mathsf {BH_{3}+H^{-}\rightarrow [BH_{4}]^{-}}}}